# Leby
Leby er en lille landsby ca. 5 km syd for Søby på Ærø. Landsbyen har bevaret en del af den gamle landsbystruktur med velholdte stråtækkede bindingsværksgårde og huse. Lebys indbyggere har i samarbejde med Ærø Kommune etableret en lege og festplads.
Øst for Leby ligger landsbyen Skovby og herregården Søbygård, der i 1500-tallet havde en afgørende magt og indflydelse på Ærø. Ud over Søbygård rummer området voldanlægget Søby Volde, som sandsynligvis blev etableret af kong Niels (1104-1134) som værn mod fremmede angreb. Mod nord ligger det fredede naturområde Vitsø Nor.
54°54′46.03″N 10°16′54.58″Ø / 54.9127861°N 10.2818278°Ø